# 碧南市駅
碧南市駅（へきなんしえき）は、愛知県碧南市浜町2-10にある衣浦臨海鉄道碧南線の貨物駅である。

## 歴史
碧南線開通時に開設された。当時は碧南線は権現崎駅までの路線で、当駅はその中間駅であった。
2000年（平成12年）ごろまで、貨物ホーム南側に太平洋セメント衣浦サービスステーションが存在し、その貨車用荷役設備も存在していた。2006年（平成18年）に当駅と権現崎駅の間が廃止となり、末端駅となっている。

### 年表
- 1977年（昭和52年）5月25日 - 碧南線開通と同時に開業。
- 2006年（平成18年）4月1日 - 当駅から権現崎駅の間が廃止となる。

## 駅概要
専用線発着の車扱貨物の取扱駅である。
本線と5本ほどの側線、1面1線の有蓋車用貨物ホームを有する地上駅。ただし有蓋車用ホームは既に使用されていない。
貨物ホームの北側にサイロが3基あり、貨車用の荷役設備も存在する。それを使用し、後述の貨物輸送が行われている。

### 炭酸カルシウム・フライアッシュ輸送
三岐鉄道東藤原駅にある太平洋セメント藤原工場より当駅へ炭酸カルシウムを、当駅からセメント工場へフライアッシュ（石炭灰）を輸送する貨物列車がホキ1000形貨車とホキ1100形貨車を使用して1日1往復運転されている。
それらはJERA碧南火力発電所で使用・発生する。炭酸カルシウムは発電所の排気ガスから硫黄酸化物を除去するために使用され、フライアッシュは石炭を燃焼させることで発生し、セメントの原料にもなる。なお、それらは当駅のサイロで一旦貯蔵され、中電輸送サービスと丸共通運が所有するフライアッシュ及び炭酸カルシウム専用のジェットパック車で発電所まで輸送されている。当初はフライアッシュ用の1,000トンのサイロが1基、500トンの炭酸カルシウム用サイロが1基で稼働していたが、火力発電所の炉増設計画に伴い、2001年（平成13年）に500トンの炭酸カルシウム用サイロをもう1つ設置した。

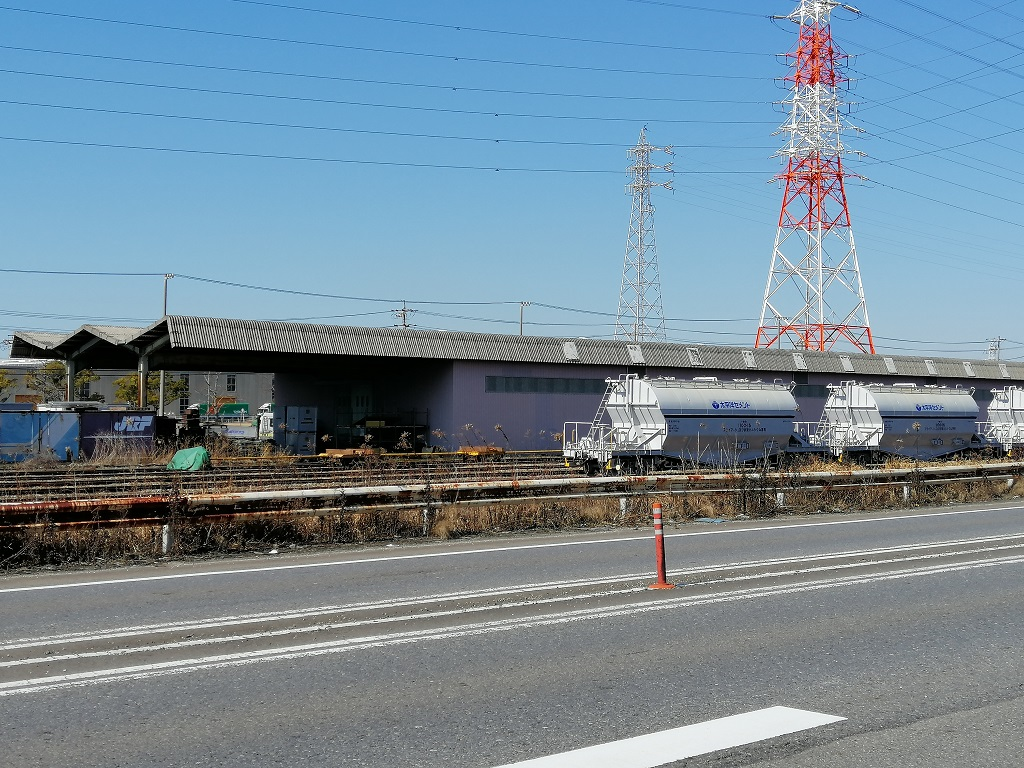
碧南市駅

## 駅周辺
- 豊田自動織機碧南工場
- 日鉄ステンレス衣浦製造所

## 隣の駅
衣浦臨海鉄道
碧南線
東浦駅 - 碧南市駅